# Г'юлетт (Нью-Йорк)
Г'юлетт (англ. Hewlett) — переписна місцевість (CDP) в США, в окрузі Нассау штату Нью-Йорк. Населення — 7262 особи (2020).

## Географія
Г'юлетт розташований за координатами 40°38′31″ пн. ш. 73°41′40″ зх. д. / 40.64194° пн. ш. 73.69444° зх. д. (40.641996, -73.694393).  За даними Бюро перепису населення США в 2010 році переписна місцевість мала площу 2,33 км², з яких 2,28 км² — суходіл та 0,05 км² — водойми.

## Демографія
Згідно з переписом 2010 року, у переписній місцевості мешкало 6819 осіб у 2547 домогосподарствах у складі 1833 родин. Густота населення становила 2930 осіб/км².  Було 2708 помешкань (1163/км²).
Расовий склад населення:
| - 85,0 % — білих - 7,1 % — азіатів - 2,3 % — чорних або афроамериканців - 3,9 % — осіб інших рас |

До двох чи більше рас належало 1,6 %. Частка іспаномовних становила 10,7 % від усіх жителів.
За віковим діапазоном населення розподілялося таким чином: 22,8 % — особи молодші 18 років, 58,9 % — особи у віці 18—64 років, 18,3 % — особи у віці 65 років та старші. Медіана віку мешканця становила 44,2 року. На 100 осіб жіночої статі у переписній місцевості припадало 92,5 чоловіків;  на 100 жінок у віці від 18 років та старших — 87,5 чоловіків також старших 18 років.
Середній дохід на одне домашнє господарство  становив 123 967 доларів США (медіана — 106 235), а середній дохід на одну сім'ю — 127 898 доларів (медіана — 107 298). Медіана доходів становила 92 181 долар для чоловіків та 56 227 доларів для жінок. За межею бідності перебувало 4,8 % осіб, у тому числі 10,7 % дітей у віці до 18 років та 1,1 % осіб у віці 65 років та старших.
Цивільне працевлаштоване населення становило 3007 осіб. Основні галузі зайнятості: освіта, охорона здоров'я та соціальна допомога — 39,7 %, науковці, спеціалісти, менеджери — 14,0 %, роздрібна торгівля — 10,3 %, фінанси, страхування та нерухомість — 10,2 %.